# SG (singolo)
SG (acronimo di Sexy Girl) è un singolo del DJ francese DJ Snake, del cantante portoricano Ozuna, della rapper statunitense Megan Thee Stallion e della rapper thailandese Lisa, pubblicato il 22 ottobre 2021.

## Descrizione
SG è stato scritto da tutti gli interpreti del brano insieme a Donny Flores, J. Lauryn, Jean Pierre Soto, Lewis Hughes, Nicholas Audino, Omar Walker e Teddy. Musicalmente è stato descritto dalla critica come un brano moombahton e latin trap, ed è stato composto in chiave Fa diesis minore con un tempo di 100 battiti per minuto.

## Promozione
Il 26 gennaio 2024, DJ Snake e Lisa hanno eseguito il pezzo dal vivo per la prima volta insieme all'evento di beneficenza Le Gala des Pièces Jaunes organizzato dalla première dame di Francia, Brigitte Macron, a Parigi.

## Video musicale
Il video musicale, girato a Miami, è stato diretto da Colin Tilley, già collaboratore di Snake (Taki Taki) e Megan Thee Stallion (WAP), ed è stato reso disponibile nello stesso giorno d'uscita del singolo.

## Tracce
Testi e musiche di Donny Flores, J. Lauryn, Jean Pierre Soto, Juan Carlos Ozuna Rosado, Lewis Hughes, Lisa, Megan Pete, Nicholas Audino, Omar Walker, Teddy e William Grigahcine.
1. SG – 3:45

## Classifiche
| Classifica (2021-22) | Posizione massima |
| -------------------- | ----------------- |
| Belgio (Vallonia)    | 40                |
| Canada               | 86                |
| Croazia              | 55                |
| Francia              | 87                |
| Malaysia             | 17                |
| Perù                 | 34                |
| Portogallo           | 167               |
| Singapore            | 26                |
| Svizzera             | 56                |
| Stati Uniti          | 102               |

## Date di pubblicazione
| Paese  | Data di pubblicazione | Formato                      | Note   |
| ------ | --------------------- | ---------------------------- | ------ |
| Mondo  | 22 ottobre 2021       | Download digitale, streaming | [ 14 ] |
| Italia | 5 novembre 2021       | Contemporary hit radio       | [ 15 ] |